# Opération Bolo
Pour les articles homonymes, voir Bolo (homonymie).
Guerre du Viêt Nam
Batailles
L'opération Bolo est une action militaire américaine de la guerre du Viêt Nam qui se déroule le 2 janvier 1967. Au cours de cette opération, des chasseurs McDonnell Douglas F-4 Phantom II sont maquillés en chasseurs-bombardiers Republic F-105 Thunderchief pour piéger les avions de combat Mikoyan-Gourevitch MiG-21 de la force aérienne populaire vietnamienne. L'opération Bolo est un succès, et passe pour l'un des subterfuges les plus réussis de l'histoire militaire.

## Description
L'opération Bolo, une opération militaire américaine de la guerre du Viêt Nam, consista à camoufler des chasseurs McDonnell Douglas F-4 Phantom II en chasseurs-bombardiers Republic F-105 Thunderchief, cibles privilégiées des avions de combat Mikoyan-Gourevitch MiG-21 fournis par l'URSS et utilisés par la force aérienne populaire vietnamienne.
Le colonel Robin Olds, as de la Seconde Guerre mondiale et commandant de la 8th Fighter Wing, décidé de répondre à la menace représentée par les MiG-21, a l'idée de ce subterfuge, destiné à se débarrasser des MiG-21 en leur opposant des avions capables de les abattre. Cette stratégie est considérée par certains comme une des meilleures ruses militaires de l'histoire.
Afin de tromper les forces nord-vietnamiennes, la flotte engagée doit suivre les mêmes trajectoires et voler aux mêmes vitesses et altitudes que les F-105, utiliser le même système d'avion ravitailleur et le même jargon dans les communications. Les douze F-4 sont également équipés de la nacelle QRC-160, caractéristique des F-105, afin que leur signature électronique soit identique. Ils doivent également voler côte à côte, ce que les F-105 font pour augmenter l'efficacité de leur dispositif de contre-mesures électroniques. Les nacelles doivent être montées à la place d'un des réservoirs d'aile, contraignant les F-4 à ne porter qu'un seul réservoir d'aile central, créant ainsi un déséquilibre qui rend les décollages difficiles.
L'opération du 2 janvier 1967 est un succès : sur les trente-deux MiG intervenus depuis la base aérienne Phúc Yên (en), sept sont mis hors de combat, touchés par des AIM-7 Sparrow ou des AIM-9 Sidewinder.

## Filmographie
- [vidéo] Robin Olds, saison 1, épisode 5 de la série La Guerre vue du ciel, diffusée sur National Geographic Channel.